# Thais (santa)
Santa Thais (en griego Αγία Θαΐς) fue una cortesana egipcia (no confundirla con la cortesana ateniense), convertida al cristianismo, que vivió en la Alejandría romana y en el desierto egipcio, por lo que se le incluye en la lista de los Padres del yermo. Actualmente es venerada como santa por coptos, católicos y ortodoxos.

## Relatos de su vida
Se dice que Thais vivió en el siglo IV en el Egipto romano. Se la incluye en la literatura en las vidas de los santos de la iglesia griega. Existen dos esbozos biográficos: uno en griego quizá del siglo V (está traducido al latín en la Vita Thaisis por Dionisio el Exiguo (Dionisio el pequeño) durante el siglo VI o VII); el otro esbozo ha llegado a tiempos modernos en latín medieval por Marbodio de Rennes (m. 1123). También aparece en martirologios griegos por Maurolico y Greven, aunque no en los martirologios latinos. Las vidas de los santos y eremitas del desierto egipcio, incluida santa Thais, fueron recopiladas en la Vitae Patrum. Ha surgido recientemente la perspectiva de que su historia es "probablemente sólo un cuento moral inventado con propósitos edificantes." No obstante, santa Thais sigue apareciendo en el calendario eclesiástico, con fiesta el 8 de octubre.
Thais es descrita primero como una cortesana rica y bella viviendo en la prestigiosa ciudad de Alejandría, a los ojos de la iglesia una pecadora pública. Con el tiempo indagó sobre el cristianismo y se convirtió. En su Vita un monje disfrazado entró en sus habitaciones para desafiarla y convertirla, pero se encuentra con que ya cree en Dios, a quien nada queda oculto. La identidad de esta persona que instruye y ofrece a Thais la oportunidad de transformación espiritual no queda clara, y son tres los nombres se mencionan: san Pafnucio (obispo egipcio de la Tebaida Superior), san Besarión (discípulo de san Antonio Abad en el desierto egipcio) y San Serapión el Escolástico (obispo de Thmuis, en el Delta del Nilo). Después de su aceptación en la Iglesia, entró en una celda conventual con provisiones para tres años, y durante ese tiempo hizo penitencia por sus pecados. Cuando salió después, se dice que vivió entre las monjas del desierto egipcio sólo durante un breve período de quince días, luego murió.
Hroswitha de Gandersheim (935-1002) escribió en latín la obra teatral Pafnutius en la que aparece santa Thais. Aquí está san Pafnucio dirigiéndose a la abadesa del convento del desierto, en relación con el cuidado de Thais:
"Te he traído una pequeña cabra medio muerta, recientemente arrancada de los dientes de los lobos. Confío en que por tu compasión se le asegure un refugio, y que por tu cuidado, [ella] sea curada, y que habiendo arrojado a un lado la áspera piel de una cabra ella será vestida con la suave lana del cordero".
Durante la Edad Media europea, la historia de santa Thais gozó de amplia popularidad.
En 1901 el egiptólogo Albert Gayet (1856-1916) anunció el descubrimiento cerca de Antinoë en Egipto de los restos momificados de Thais y Serapión, que fueron expuestos en el Museo Guimet de París. Poco después él matizó su identificación, dejando abierta la posibilidad de que los restos no fueran de los dos santos.
Las representaciones tradicionales de Thais la muestran en dos escenas diferentes: 
- Quemando sus tesoros y ornamentos.
- Rezando en una celda conventual, con un rollo en el que está escrito "Tú que me has creado, ten piedad de mi".[1]

Además de la medieval obra teatral de Roswita, Thais ha sido protagonista de diversas obras de arte en Época Moderna:
- Thaïs, novela histórica de Anatole France (1844-1924) publicada en París en el año 1890.
- Thaïs, ópera con música de Jules Massenet (1842-1912), representada por vez primera en la Ópera de París el 16 de marzo de 1894. El libreto lo escribió Louis Gallet (1835-1898) a partir de la novela de Anatole France.
- Thais, obra de teatro escrita por Paul Wilstach, interpretada en el Criterion Theatre de Londres desde el 14 de marzo hasta abril de 1911 (31 representaciones), con Constance Collier (1878-1955) interpretando el rol titular y Tyrone Power, Sr. (1869-1931) como el eremita.[12]
- Cinco películas mudas sobre Thais, realizadas entre 1911 y 1917, en Francia, Italia y los Estados Unidos.
- Thaïs, estatua de bronce y marfil de una figura bailando, creada en Francia (con una producción limitada) en la época del art déco obra del rumano Demetre Chiparus (1886-1947).